# プラマーナ
プラマーナ（pramāṇa प्रमाण）は、サンスクリット語原義では「証明」「知識の手段」を意味する。漢語においては量（サンスクリット: pramāṇa）と訳される。インド哲学中核的概念のひとつとして重視され、知識根拠・軌範のことであり、人が正確で真の知識を獲得するための、1つ以上の信頼できる有効な手段のことである。
インド哲学の学派によってプラマーナ数は異なり、インド哲学正統派でも2から6まで様々である。たとえば順世派はプラマーナは１つのみ、仏教は２つ、ジャイナ教は３つ、ミーマーンサー学派とアドヴァイタ・ヴェーダーンタ学派は６としている。

## 仏教の量説
仏教では、量に3種あるとされ、
- 聖教量 - 聖者の言葉・聖典の言葉
- 現量 - 感覚知
- 比量 - 推理知

の三量説が主であったが、陳那が聖教量は比量の一つであるとして二量説を立てることで、仏教の立場をより明確にした。

## ヴァイシェーシカ学派の量
六派哲学のひとつヴァイシェーシカ学派では "pramāṇa" と言う言葉が使われ、「量」と訳される。この「量」は性質の一つであり、知識根拠ではない。ことに勝論学派の論文を読むときには注意を要する。